# Богатство

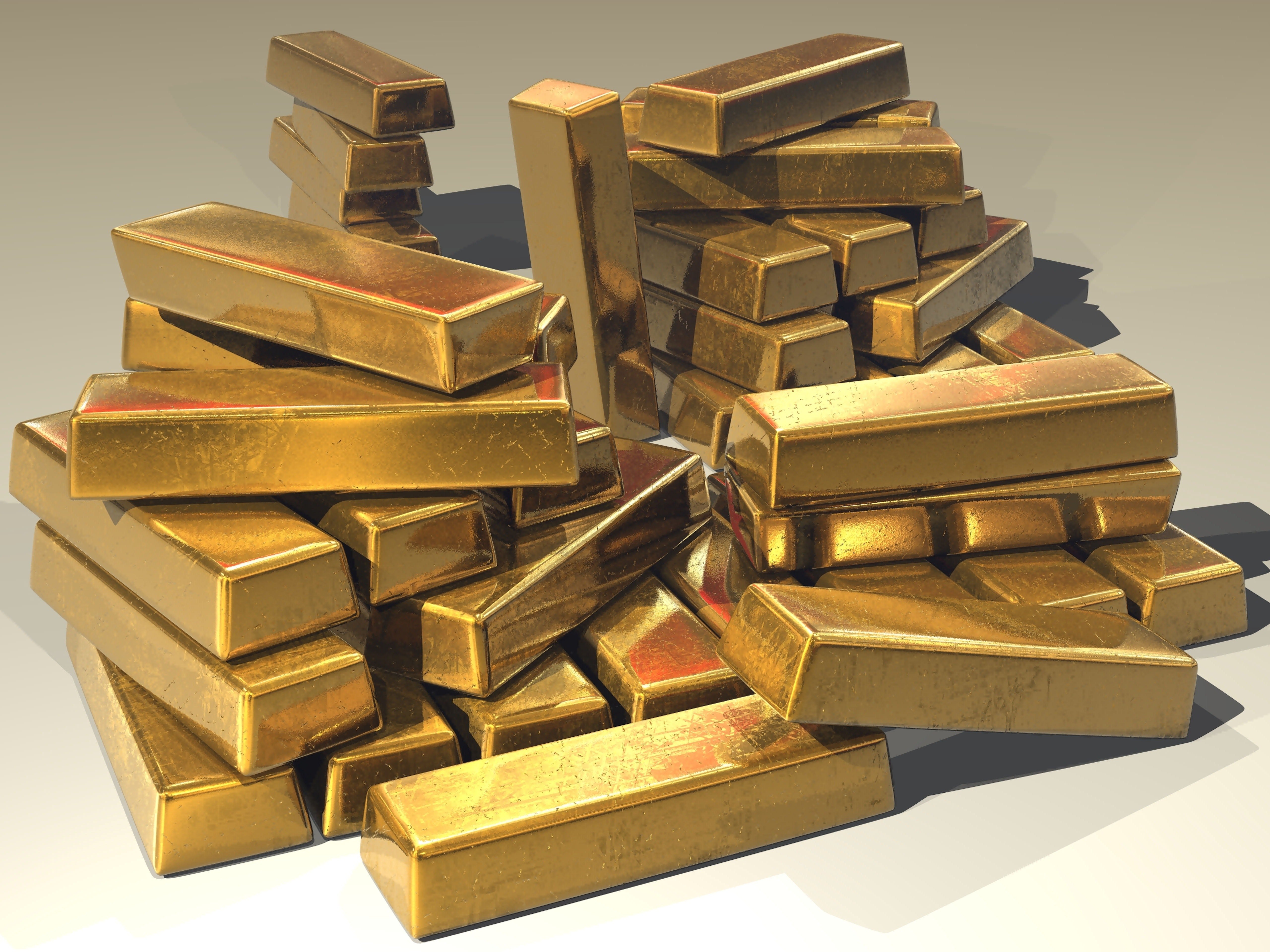
Золото

Бога́тство — имущественное состояние, изобилие у человека или общества нематериальных и материальных ценностей (таких, как деньги, средства производства, недвижимость или личное имущество), превышающее жизненные потребности человека (достаток).
К богатству можно также отнести доступ к здравоохранению, образованию и культуре. В социологии богатым считается тот человек, который обладает значительными ценностями по отношению к другим членам общества. В экономике богатство определяется как разница между активами и пассивами на данный момент времени. В религиозно-философском смысле — богатство духа и моральные качества. Противоположностью богатства является бедность. На английский язык богатство, в смысле обладания материальными и финансовыми ценностями, переводится как wealth (синоним — благосостояние), богатство в смысле крайнего превосходства над другими членами общества — как richness. Страны, значительно превосходящие в богатстве другие страны, обычно называют развитыми.

## История экономических взглядов на богатство
Вопрос об оптимальном способе накопления богатства начал изучаться экономистами классической школы. Адам Смит создал теорию о природе капитала и способах его увеличения. Давид Рикардо развил взгляды Смита и дополнил их оригинальными теориями земельной ренты и международной торговли. Томас Мальтус впервые показал, что быстрый рост населения представляет большую угрозу богатству страны. Джон Стюарт Милль углубил теории своих предшественников и обосновал необходимость свободного рынка для наибольшего экономического роста и увеличения богатства людей и общества. Карл Маркс в «Капитале» выводит «всеобщий закон капиталистического накопления»: 
«…накопление богатства на одном полюсе есть в то же время накопление нищеты, муки труда, рабства, невежества, огрубения и моральной деградации на противоположном полюсе».
Бодо Шефер и Роберт Кийосаки разрабатывают (раздельно) психологический образ человека, обретая который, можно разбогатеть. В России XVII—XIX веков общественно-экономическая и церковная мысль рассматривала несколько иной подход к пониманию сущности богатства: в Домострое, в дальнейшем у Ивана Посошкова богатство принимает не только материальный, но и этический, нравственный характер:

трудно имеющим богатство войти в Царствие Божие! ибо удобнее верблюду пройти сквозь игольные уши, нежели богатому войти в Царствие Божие.
— Лк. 18:24—25
Старообрядец-промышленник XIX века Тимофей Васильевич Прохоров написал работу «О богатении» (работа сохранилась лишь в отрывках), в которой обосновал, что богатство — это необходимое условие развития общества, промышленности и науки, но это и особая миссия, возложенная Богом на человека: Бог дал его в пользование и спросит отчёта, на что оно было использовано. Накопление, преумножение богатства каждыми последующими поколениями естественно, но здесь Тимофей Васильевич называет «нравственную жизнь» гарантией успешности накопленных капиталов: «…чистое богатение, даже коммерсантов и банкиров, полезно, если наживающий богатство живёт по-Божьему». Забытый в настоящее время русский экономист Василий Гаврилович Яроцкий под богатством понимает «полностью всю сумму жизненных интересов человека, а не только переводимые на денежную оценку предметы и отношения».

## Суммарное богатство мира
Общее имущество домохозяйств оценивается в 241 триллион долларов (2013). При этом 100 триллионов принадлежат 0,51 миллиона граждан США и Швейцарии.
Отчёт «Global Wealth Report 2013», подготовленный банком Credit Suisse, подразумевает, что достаточно иметь 4000 долларов США, чтобы войти в 50 % более состоятельного населения мира (остальная половина мирового населения имеет меньше этой суммы). Потребуется 75 000 $, чтобы стать одним из 10 % самых богатых и по крайней мере 753 000 $, чтобы войти в 1 %[стиль]за 2015:. Согласно этому же отчёту за 2015 год, в мире насчитывается около 34 млн долларовых миллионеров, 45 тыс. из них контролируют состояния более в чем  в 100 миллионнов $, а миллиардеров в мире насчитывается 1722 человека.
Тим Харфорд заключил из этого, что любой младенец богаче по крайней мере двух миллиардов жителей Земли, так как, в отличие от них, он пока ещё не обременён долгами.